# ماركوس هيس
ماركوس هيس (بالألمانية: Marcus Hesse)‏ (22 مارس 1984 في ألمانيا - ) هو لاعب كرة قدم ألماني في مركز حراسة المرمى. لعب مع ألمانيا آخن ودينامو دريسدن وSC Borea Dresden ‏ وBSG Stahl Riesa ‏ وVfR Neumünster ‏ وHeidenauer SV ‏.

## وصلات خارجية
- ماركوس هيس على موقع قاعدة بيانات كرة القدم.إي يو (الإنجليزية)
- ماركوس هيس على موقع بيانات كرة القدم. دي إي (الألمانية)
- ماركوس هيس على موقع عالم كرة القدم.نت (الإنجليزية)